# Michael Tinsley
Michael Tinsley, född 21 april 1984 i Little Rock i Arkansas, är en amerikansk friidrottare.
Tinsley blev olympisk silvermedaljör på 400 meter häck vid sommarspelen 2012 i London.